# 木洞棒球場
37°31′50.54″N 126°52′51.52″E / 37.5307056°N 126.8809778°E
木洞棒球場（：／ Mokdong yagujang */?），是韓國一座棒球場，位於首爾特別市陽川區，於1989年落成啟用。此球場在2008年至2015年是韓國職棒我們英雄（與更名後的首爾英雄、耐克森英雄）之主場，昔日為KBO聯賽重要的比賽場地之一。2016年，耐克森英雄將主場遷至位於九老區新建好的高尺天空巨蛋，木洞棒球場轉供業餘棒球及部份KBO未來聯盟（韓職二軍聯賽）使用。

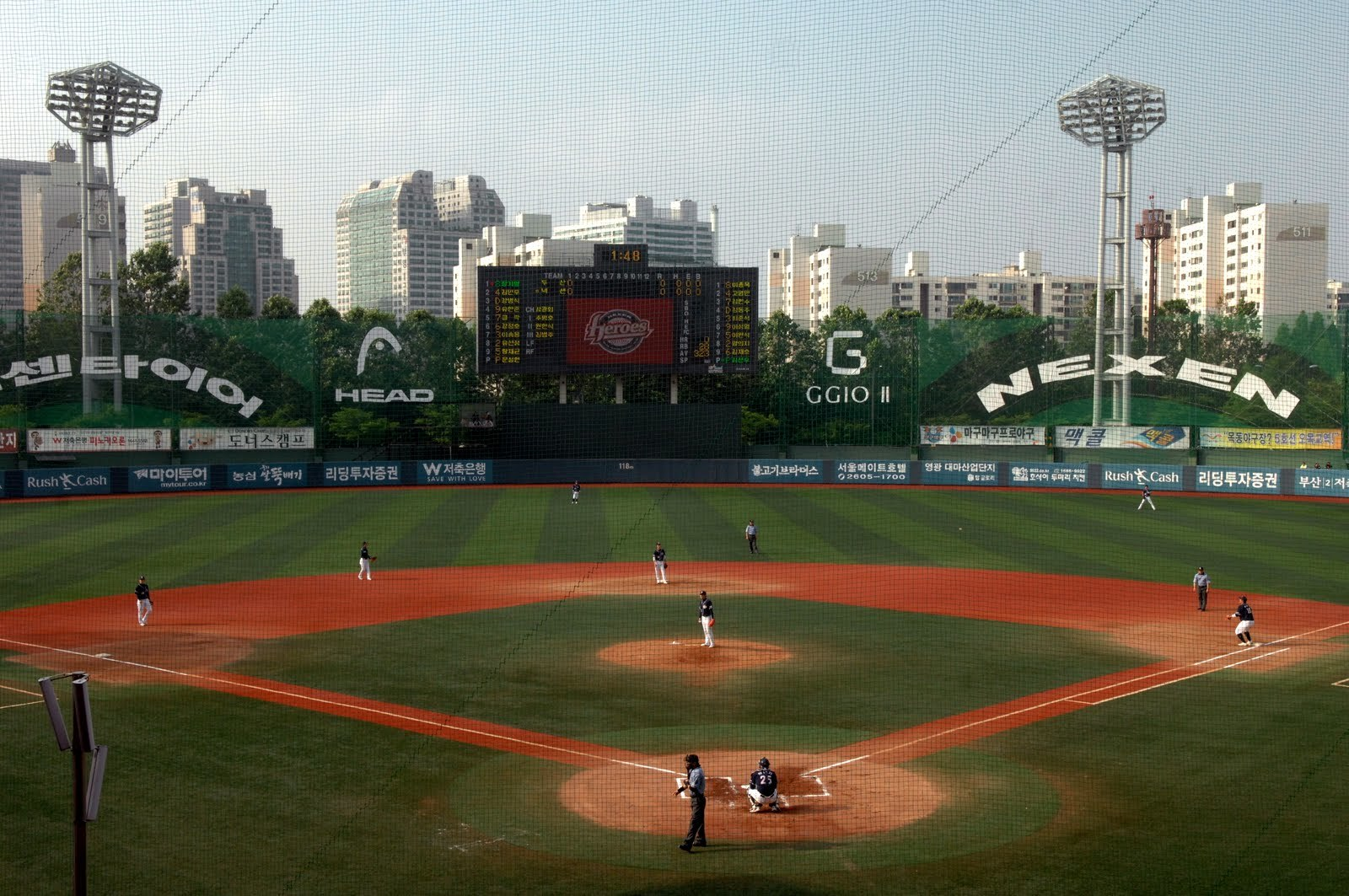
木洞野球場

## 球場資訊
- 座落地址：首爾特別市陽川區
- 觀眾席數：20,000席
- 左外野：321英尺（98）
- 中外野：393英尺（120）
- 右外野：321英尺（98）

## 外部連結
- 木洞棒球場在台灣棒球維基館上的頁面（繁體中文）